# Мадагаскарські вересові хащі
Мадагаскарські вересові хащі (ідентифікатор WWF: AT1011) — афротропічний екорегіон гірських луків та чагарників, розташований у високогір'ях Мадагаскару.

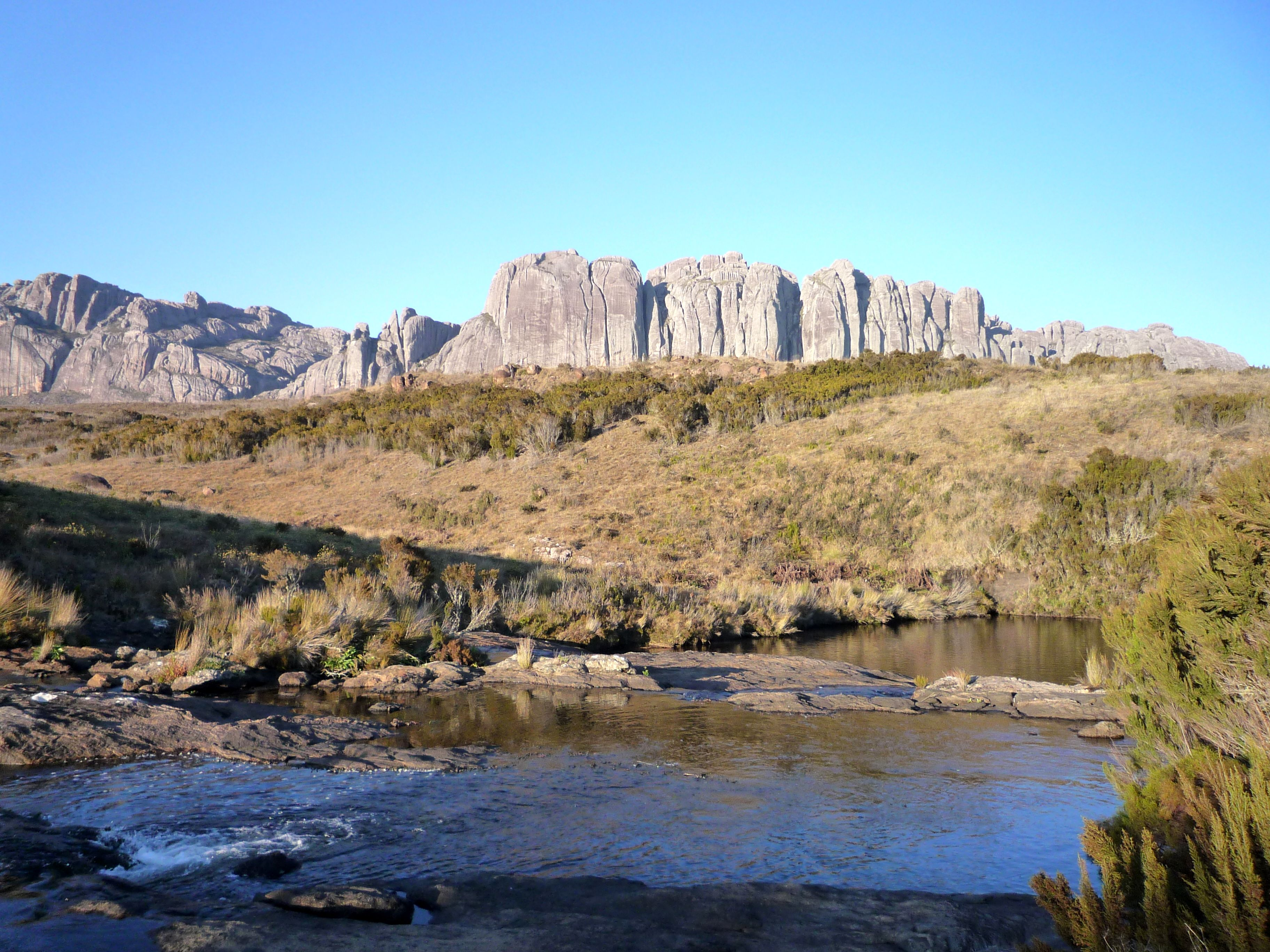
Ландшафт Національного парку Національний парк Андрінгітра

## Географія
Екорегіон мадагаскарських вересових хащів охоплює високогір'я чотирьох найвищих гірських масивів острова Мадагаскар — Царатанани (2876 м), Марожежі (2133 м), Анкаратри (2643 м) та Андрінгітри (2658 м). Найпівнічнішим масивом є Царатанана, яка лежить на 14° пн.ш., а найпівденнішим — Андрінгітра, яка лежить на 22° пн.ш. 
На низьких висотах вересові хащі екорегіону переходять у мадагаскарські помірно вологі ліси, однак в різних масивах цей перехід відбувається на різній висоті. В гірському масиві Царатанана перехід до гірських склерофільних лісів відбувається на висоті 2500 м над рівнем моря, а в трьох інших масивах вересові хащі починаються на висоті трохи нижче 2000 м над рівнем моря. Невеликі ділянки високогірих вересових хащів також зустрічаються в заповіднику Анджанахарібе-Суд на півночі Мадагаскару та в Національному парку Андохахела на крайньому південному сході острова, на висоті понад 1950 м над рівнем моря.
З геологічної точки зору основу високогір'їв екорегіону складають докембрійські метаморфічні та  магматичні породи фундаменту, які деформувалися та підіймалися протягом мільйонів років. Скелі на вершинах гірських масивів вкривають тонкі, бідні на поживні речовини ґрунти.

## Клімат
У високогір'ях екорегіону спостерігаються значні добові та сезонні коливання температури. На вершині масиву Андрінгітра іноді може випадати сніг, а температура може опускатися до -11 °C. Вдень температура може підійматися до 30 °C. На вологих схилах гірських масивів, спрямованих на схід, середньорічна кількість опадів може перевищувати 2500 мм, але на західних схилах, що лежать у дощовій тіні, опадів випадає значно менше. Висока амплітуда коливання температури та інтенсивне сонячне світло можуть призвести до тимчасового встановлення посушливих умов.

## Флора
Рослинний покрив екорегіону представлений чагарниковими заростями, основу яких складають вічнозелені деревоподібні чагарники та невисокі дерева, яку утворюють густі, часто непрохідні хащі заввишки до шести метрів. Серед характерних чагарників, поширених у високогір'ях Мадагаскару, слід відзначити різні види псіадії (Psiadia spp.), цмину (Helichrysum spp.), стенокліну (Stenocline spp.), еріки (Erica spp.), агарісти (Agarista spp.), чорниці (Vaccinium spp.) і філіки (Phylica spp.), а також інших представників родин Айстрові (Asteraceae), Вересові (Ericaceae), Жостерові (Rhamnaceae) та Маренові (Rubiaceae). 
Серед поширених в екорегіоні невисоких дерев, широкі крони яких ледь підіймаються над верхівками чагарників, слід відзначити верболисту агарісту (Agarista salicifolia), африканський падуб (Ilex mitis), неокуссонію Боєра (Neocussonia bojeri), малу разафімандімбізонію (Razafimandimbisonia minor), мадагаскарську додонею (Dodonaea madagascariensis), струнку тамбуріссу (Tambourissa gracilis), носатий ногоплідник (Podocarpus rostratus), авраамове дерево Юмбера (Vitex humbertii), вуховертколисту форею (Faurea forficuliflora) та різні види сирних дерев (Pittosporum spp.) і крилолистів (Pterophylla spp.). 
Також у високогір'ях Мадагаскару зустрічаються деревоподібні однодольні відігнуті драцени (Dracaena reflexa) та альпійські пандани (Pandanus alpestris). В наземному ярусі хащів екорегіону ростуть лишайники, мохи, осоки та трави, зокрема розрив-трава (Impatiens spp.). Гілки кущів та дерев рясно вкриті епіфітними мохами та лишайниками, а також дрібними епіфітними орхідеями. На верхових болотах, у невеликих, вологих, заповнених торфом западинах ростуть специфічні ендемічні рослини, а серед скельних відслонень — сукулентні види алое (Aloe spp.), каланхое (Kalanchoe spp.) та товстонога (Pachypodium spp.). 
Флора екорегіону включає велику кількість ендемічних видів. Лише у високогір'ях Андрінгітри зустрічається 150 ендемічних видів судинних рослин, зокрема 25 видів ендемічних орхідей. Ендеміком гірського масиву Манонгаріву є пальма Dypsis acuminum. Хоча ендемізм у високогір'ях Мадагаскару дуже високий на видовому рівні, ендемічні види рослин регіону часто належать до широко поширених родів. У багатьох з них найближчі родичі ростуть в Південній Африці та у високогір'ях Східної Африки. Флора екорегіону також містить елементи, які пов'язують її з флорою більш віддалених регіонів. Зокрема, тут зустрічається Gunnera perpensa, яка також росте на Ефіопському нагір'ї, та представники родів Ожина (Rubus spp.), Жовтець (Ranunculus spp.), Журавець (Geranium spp.) і Приворотень (Alchemilla spp.), переважно поширених в помірних широтах.
Наразі на більшій частині екорегіону поширені вторинні луки, які утворилися внаслідок перевипасу худоби та спалювання хащів, і майже повністю замінили первинну чагарникову рослинність. Найпоширенішими травами, що ростуть на вторинних луках Анкаратри, є натальський пентамеріс (Pentameris natalensis), пентамеріс Юмбера (Pentameris humbertii), волохатошиїй бородачник (Andropogon trichozygus), мадагаскарська пахуча трава (Anthoxanthum madagascariense), анкаратранська пальчатка (Digitaria ankaratrensis), мітлиця Елліота (Agrostis elliotii), мексмюллерія Макована (Merxmuellera macowanii), куцоніжка Пер'є (Brachypodium perrieri), мадекассовий тонконіг (Poa madecassa), анкаратранський тонконіг (Poa ankaratrensis) та камусійська костриця (Festuca camusiana).

## Фауна
До нещодавнього часу фауна високогірних середовищ екорегіону була недостатньо дослідженою. Детальні дослідження регіону, які розпочалися лише у 1990-х роках, показали, що у високогір'ях Мадагаскару видове різноманіття ссавців, птахів, плазунів та амфібій знижується зі збільшенням висоти.
Серед поширених в екорегіоні ссавців слід відзначити ендемічних північних воалаво (Voalavo gymnocaudus) та низку майже ендемічних дрібних ссавців, зокрема малагасійських гірських мишей (Monticolomys koopmani), чубатохвостих мишей Мейджора (Eliurus majori), чотирипалих рисових тенреків (Oryzorictes tetradactylus), гірських смугастих тенреків (Hemicentetes nigriceps), дрібних тенречків (Microgale gracilis), голоносих тенречків (Microgale gymnorhyncha) та гірських тенречків (Microgale monticola), які також зустрічаються у верхньому поясі гірських лісів. Серед майже ендемічних птахів, що зустрічаються в регіоні, слід відзначити короткодзьобого голоброва (Neodrepanis hypoxantha), рудоголову підкіпку (Atelornis crossleyi) та мадагаскарку (Cryptosylvicola randrianasoloi).
В межах екорегіону зустрічається більше десяти видів ендемічних та майже ендемічних плазунів, зокрема Lygodactylus mirabilis, L. arnoulti, L. montanus, Calumma peyrierasi, C. capuroni та Zonosaurus ornatus. Серед амфібій екорегіону слід відзначити ендемічну Boophis williamsi та ще п'ять майже ендемічних видів.

## Збереження
Високогірні хащі екорегіону вразливі до пожеж, і більша частина їх була перетворена на пасовища для худоби. Деградація вересових хащів та перетворення їх на вторинні луки відбулися відносно нещодавно: ще у 1777 році Анкаратра була вкрита лісом, а до кінця XIX століття хащі Андрінгітри були місцем, де ховалися місцеві жителі та їх отари. Хащі Андрінгітри є найбільш збереженою частиною екорегіону, натомість на Анкаратрі збереглися лише невеликі ділянки вересових хащів, які перебувають поза межами природоохоронних територій.
Оцінка 2017 року показала, що 143 км², або 11 % екорегіону, є заповідними територіями. Природоохоронні території включають: Національний парк Марожежі, Національний парк Андрінгітра, Національний парк Андохахела, Природний заповідник Царатанана та Спеціальний заповідник Анджанахарібе-Суд.